# Richie Towell
Richie Towell (Dublin, 17 de julho de 1991) é um futebolista profissional irlandês que atua como meia.

## Carreira
Richie Towell começou a carreira no Celtic.

## Títulos
Brighton & Hove Albion
- EFL Championship: Vice - 2016–17